# Aase Winther
Aase Winther (* 1939, geborene Aase Svendsen) ist eine ehemalige dänische Badmintonspielerin.

## Karriere
Aase Winther gewann die nationalen Meisterschaften 1949, 1955, 1956 und 1960. Bei den All England stand sie 1948, 1949 und 1958 im Finale, verlor jedoch alle drei Endspiele. Die Swedish Open gestaltete sie 1962 siegreich.

## Sportliche Erfolge
| Saison    | Veranstaltung                                    | Disziplin   | Platz | Name                                                        |
| --------- | ------------------------------------------------ | ----------- | ----- | ----------------------------------------------------------- |
| 1944/1945 | Dänemark: Einzelmeisterschaften der Junioren U17 | Dameneinzel | 1     | Aase Svendsen, Sundby                                       |
| 1946/1947 | Dänemark: Einzelmeisterschaften der Junioren U19 | Dameneinzel | 1     | Aase Svendsen, Sundby                                       |
| 1948      | All England                                      | Mixed       | 2     | Conny Jepsen / Aase Svendsen                                |
| 1948/1949 | Dänemark: Einzelmeisterschaften                  | Damendoppel | 1     | Kirsten Thorndahl, Amager BC / Aase Svendsen, Københavns BK |
| 1949      | All England                                      | Dameneinzel | 2     | Aase Svendsen                                               |
| 1954/1955 | Dänemark: Einzelmeisterschaften                  | Damendoppel | 1     | Aase Winther / Anni Jørgensen, Københavns BK                |
| 1955/1956 | Dänemark: Einzelmeisterschaften                  | Damendoppel | 1     | Aase Winther / Inge Birgit Anker Hansen, Københavns BK      |
| 1958      | All England                                      | Mixed       | 2     | Finn Kobberø / Aase Winther                                 |
| 1959/1960 | Dänemark: Einzelmeisterschaften                  | Damendoppel | 1     | Aase Winther / Inge Birgit Anker Hansen, Københavns BK      |
| 1962      | Swedish Open                                     | Damendoppel | 1     | Bente Kristiansen / Aase Winther                            |